# エヴァ・ブラウンの日記
エヴァ・ブラウンの日記（エヴァ・ブラウンのにっき、Tagebücher der Eva Braun）は、ナチス・ドイツの総統アドルフ・ヒトラーの愛人であり、妻となったエヴァ・ブラウンが記した日記。自筆本はヒトラーとの愛人関係におけるエヴァの心情を描いている。
一方で戦後には映画俳優のルイス・トレンカーがエヴァから受け取ったとした日記が公刊されたが、偽書であると認定されている。

## 自筆の日記

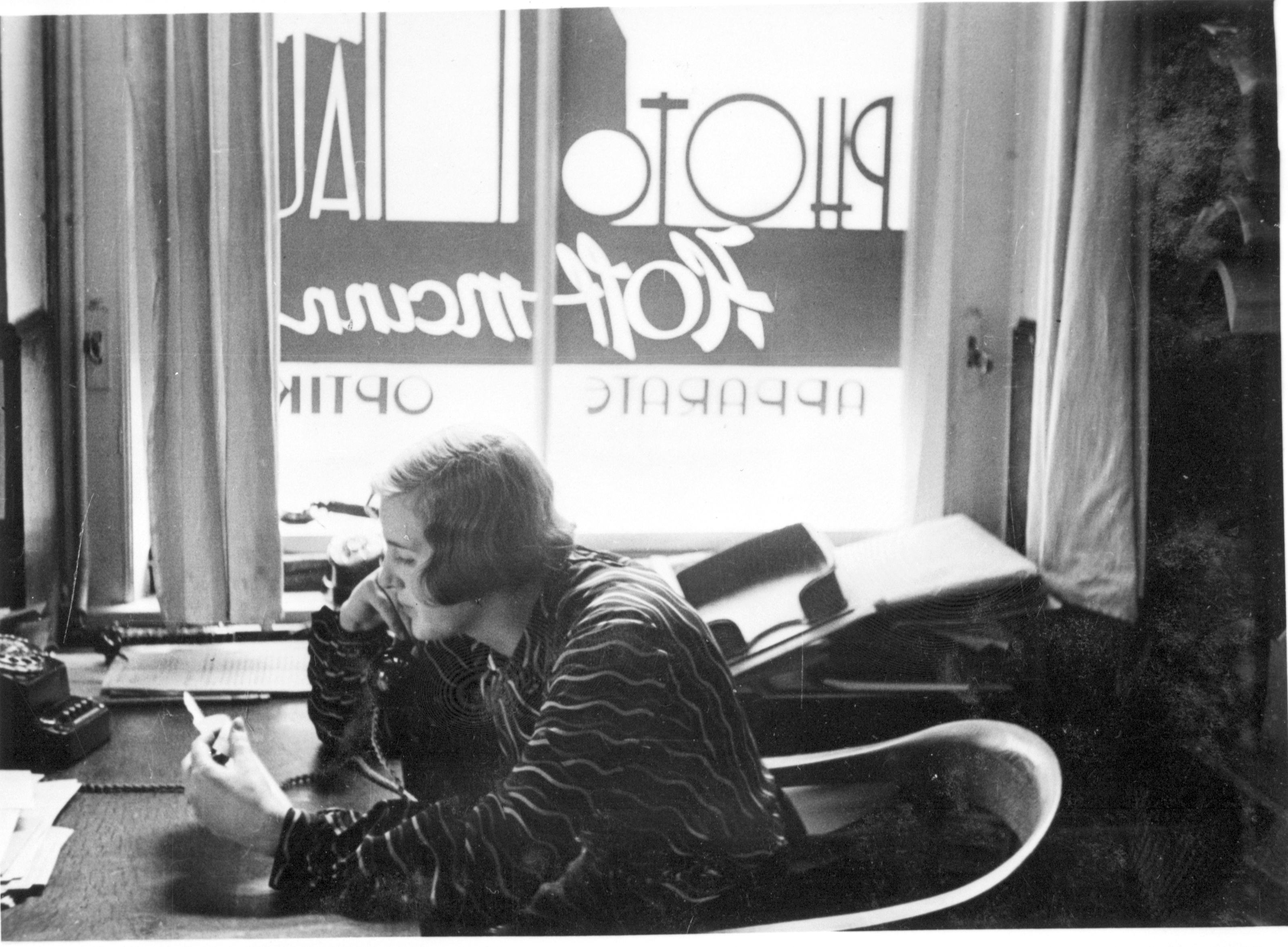
1932年、ハインリヒ・ホフマンの店で店員をしていたエヴァ・ブラウン

アドルフ・ヒトラーの長年の愛人で、自殺の前日に結婚したエヴァ・ブラウンは、おそらく1935年から日記を付けていた 。これは戦後には紛失しており、おそらくエヴァの指示で破棄されたものとみられている。歴史家でホロコースト否認論者のデイヴィッド・アーヴィングは、1970年代に日記を発見したと主張したが、結局明らかにならなかった。
現存が確認される日記は、手書きの22ページのみである。この記録はエヴァの23歳の誕生日である1935年2月6日に始まり、彼女が自殺未遂をする直前の1935年5月28日に終了している。自殺未遂が発覚した後、エヴァの姉イルゼは日記から該当のページを引き裂いて持ち去った。イルゼは後に妹に返却し、エヴァはヒトラーの山荘があったオーバーザルツベルクに家族に属する他の私物と一緒に隠していた。戦後アメリカ第3軍の情報将校がこの資料を押収し、当初は軍政庁のファイルに記録され、最終的にはアメリカ国立公文書記録管理局の所蔵となった（識別子6921915）。
1968年に作家でジャーナリストのネリン・E.グーンによって出版されたが、いくつか誤りが見られた。1971年にはヴェルナー・マーザーの著作『アドルフ ヒトラー』で、新しい複写写真と解説が掲載された。
一般にこの日記片は本物と見られているが、歴史家のアントン・ヨアヒムスターラーは、 2003 年の著書『ヒトラーのリスト』の中で日記の存在自体に根本的に疑問があるとしている。

### 内容と評価

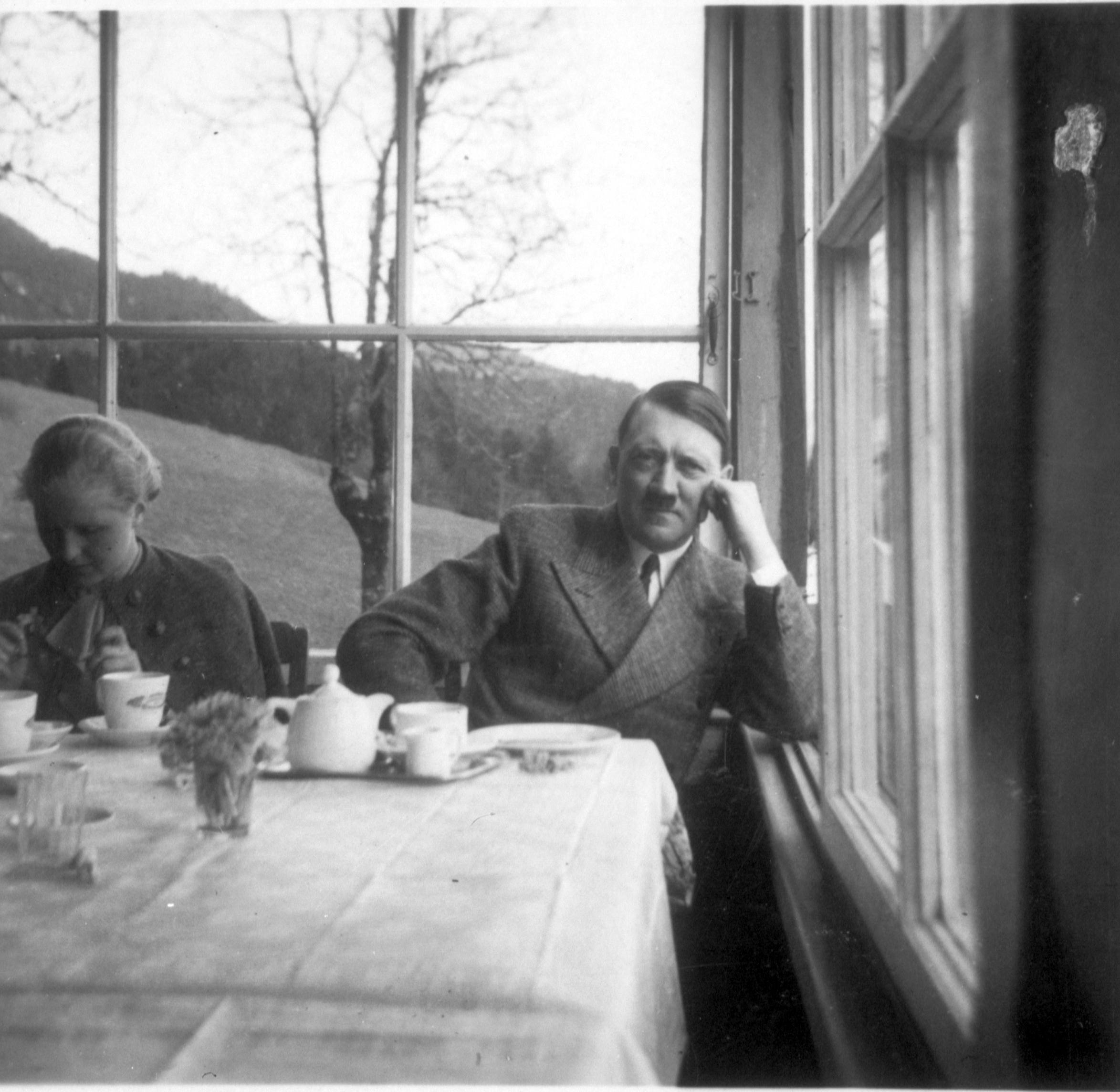
1935年4月、エヴァとヒトラー

ヴェルナー・マーザーは「出版や様式化を意図せずに」書かれたとみている。歴史家のアンナ・マリア・ジグムントは、「句読点もなく、ぎこちない表現で、10代のような口調で、23歳の彼女は日常の些細な悩みについて語っている。」と評している。若いエヴァ・ブラウンは素朴で利己的な世界観と、アドルフ・ヒトラーとの純粋にプライベートな関係を率直に書き記している。
「彼（ヒトラー）が私をとても愛してくれていることは信じられないほど幸せで、これからもずっと変わらないように祈っています。彼が私のことを好きじゃなくなっても、私は決して傷を負いたくないのです。」（1935年2月18日）
彼女は自分の誕生日に小さな子犬が欲しいと願った。「そうすれば私は完全に孤独にならずに済むのに」。しかしヒトラーから子犬をもらえないとがっかりし、「もう何もなくなってしまった」と嘆いている（1935年2月6日）。エヴァは写真家ハインリヒ・ホフマンの店で接客業についていたが、ヒトラーが店員の仕事を辞めるべきだと告げた際、彼女は喜んでこう書き残した。
「もう、『名誉あるお客様』にドアを開けて接客をする必要はなくなる。親愛なる神よ、彼の言葉が本当で、近いうちに現実になることをお認めください。」（1935年2月18日）
この時期、ヒトラーは政治的な問題で多忙であり、しばらくエヴァに会うことができなかった。しかしエヴァは自分自身の個人的な精神状態との関連でしかヒトラーのことを認識していなかった。
「3ヶ月もの間、私に良い言葉をくれなかった彼が、何度も私に保証してくれたのは、彼の偽りの愛なのでしょうか。（中略）この間、彼は政治の問題で頭がいっぱいだったけど、今は大丈夫ではないの？去年はどうだった？レームとイタリアは彼に大きな心労をかけていた。それでも彼は私のために時間を割いてくれた。」（1935年5月28日）。
エヴァはヒトラーとの関係において完全に従属的であったが、無視されたことに苦しんだ。また、ヒトラーとの別れを受け入れるならば死んだほうがましだと考えていた。
「天気はとても素晴らしく、ドイツと地球で最も偉大な人物の恋人である私は、座って窓から太陽を眺めることができる」（1935年5月10日）
「少なくとも8日間、重い病気になれたら、彼のことを思わずにすむのに。どうして私には何も起こらないの？どうして私はこんな目にあわなければならないの？彼に合わなければよかった。私はもうおしまいです。」（1935年3月11日）
「親愛なる神よ、明日になれば手遅れになります、どうか今日中に彼と話すことができるようにお願いします。（中略）35個に決めた。今回は本当に「確実」な結果を生むことになるはず。 …せめて誰かに電話させてくれれば」（1935年5月28日）
エヴァはこの後睡眠薬を飲んで自殺を図っている。
ヒトラーの研究者たちは概ねエヴァの人となりに無関心であり、伝記文献も少ない。それはとりわけエヴァの個人的心情に対する無関心に基づいたものであるが、それは彼女の私的なメモで十分に明らかになっているとしている。 
アルバート・シュペーアは、「彼女には、従来の暴君の愛人のような輝かしい個性はまったくなかった。彼女はテオドラでもポンパドゥールでもローラ・モンテスでさえもなかった」と述べている 。彼女の日記と書簡からは、新しい歴史的または心理的洞察が生まれることはなかった。イギリスの歴史家ヒュー・トレヴァー＝ローパーは、「エヴァ・ブラウンは歴史における『期待はずれ』」と評している。

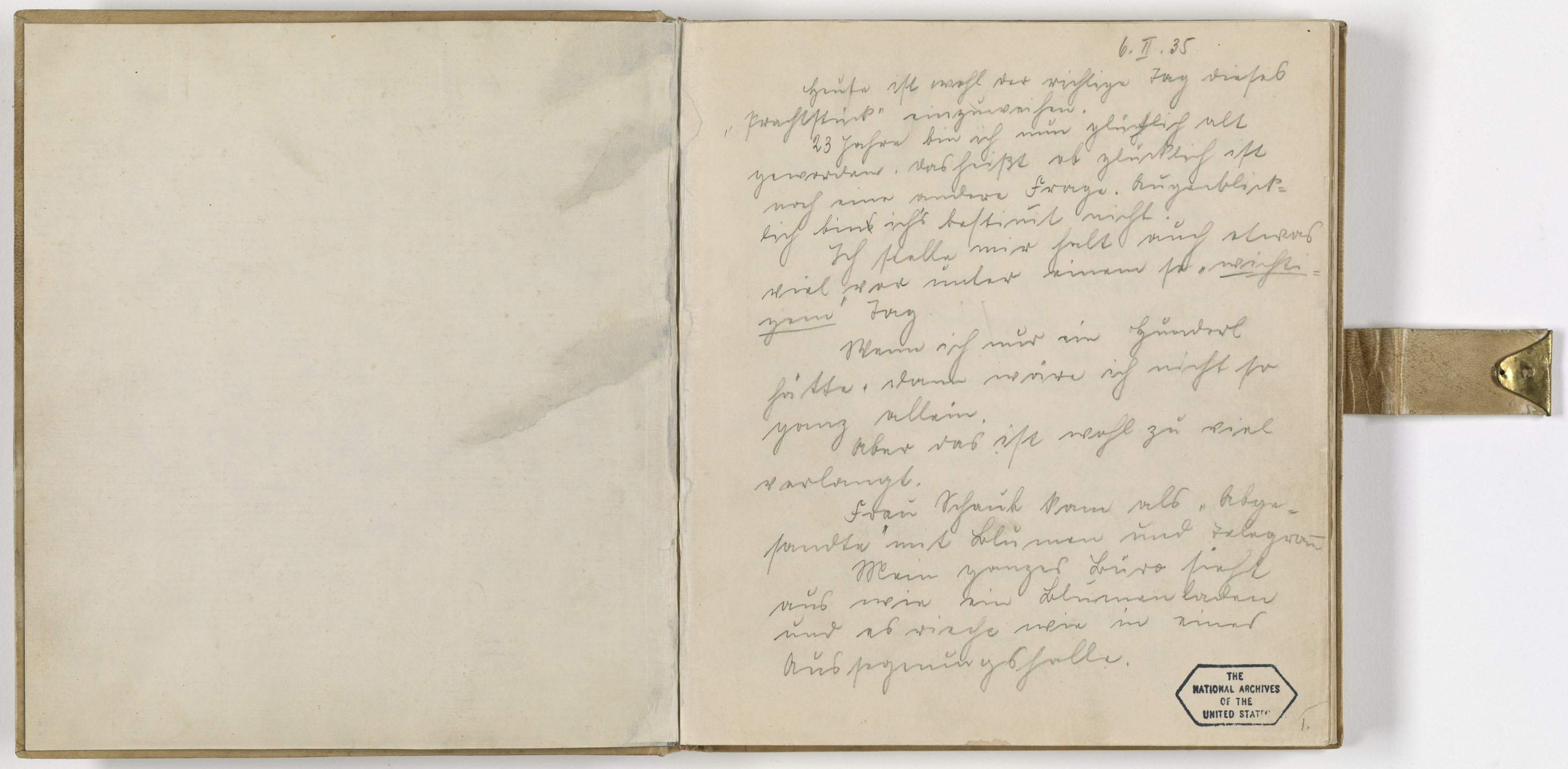
1935年2月6日付
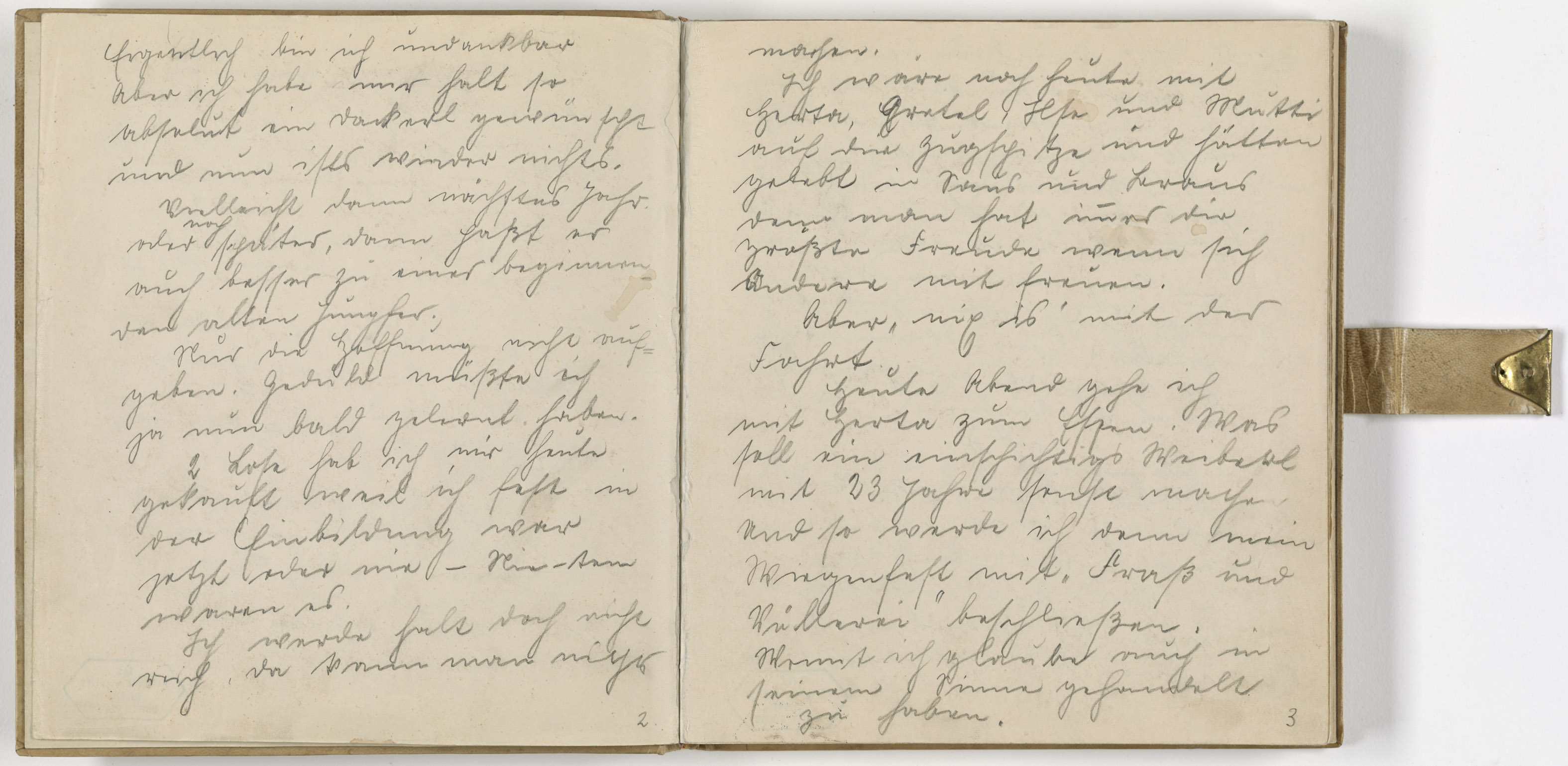
1935年2月6日付
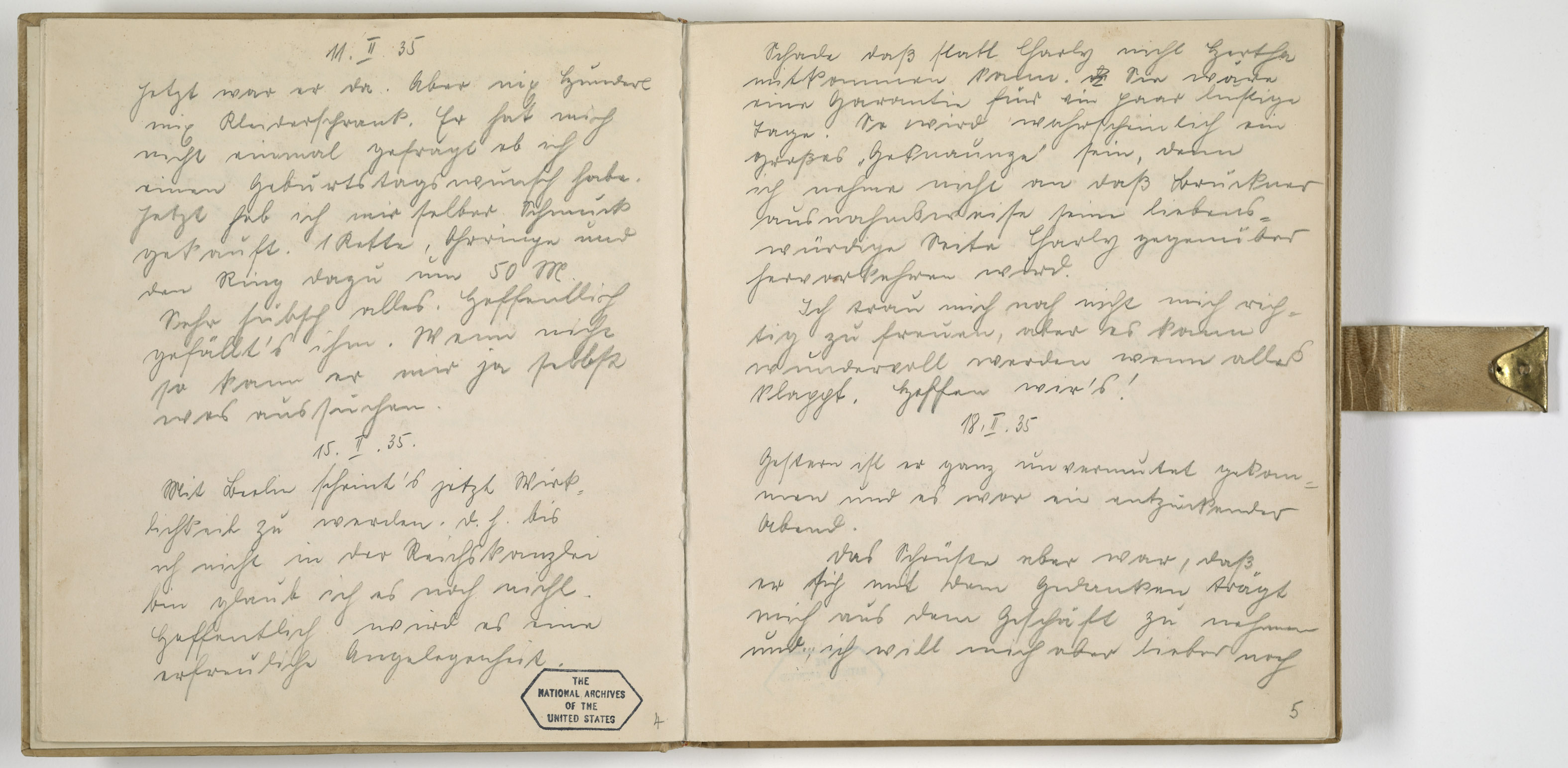
1935年2月11日・15日・18日付
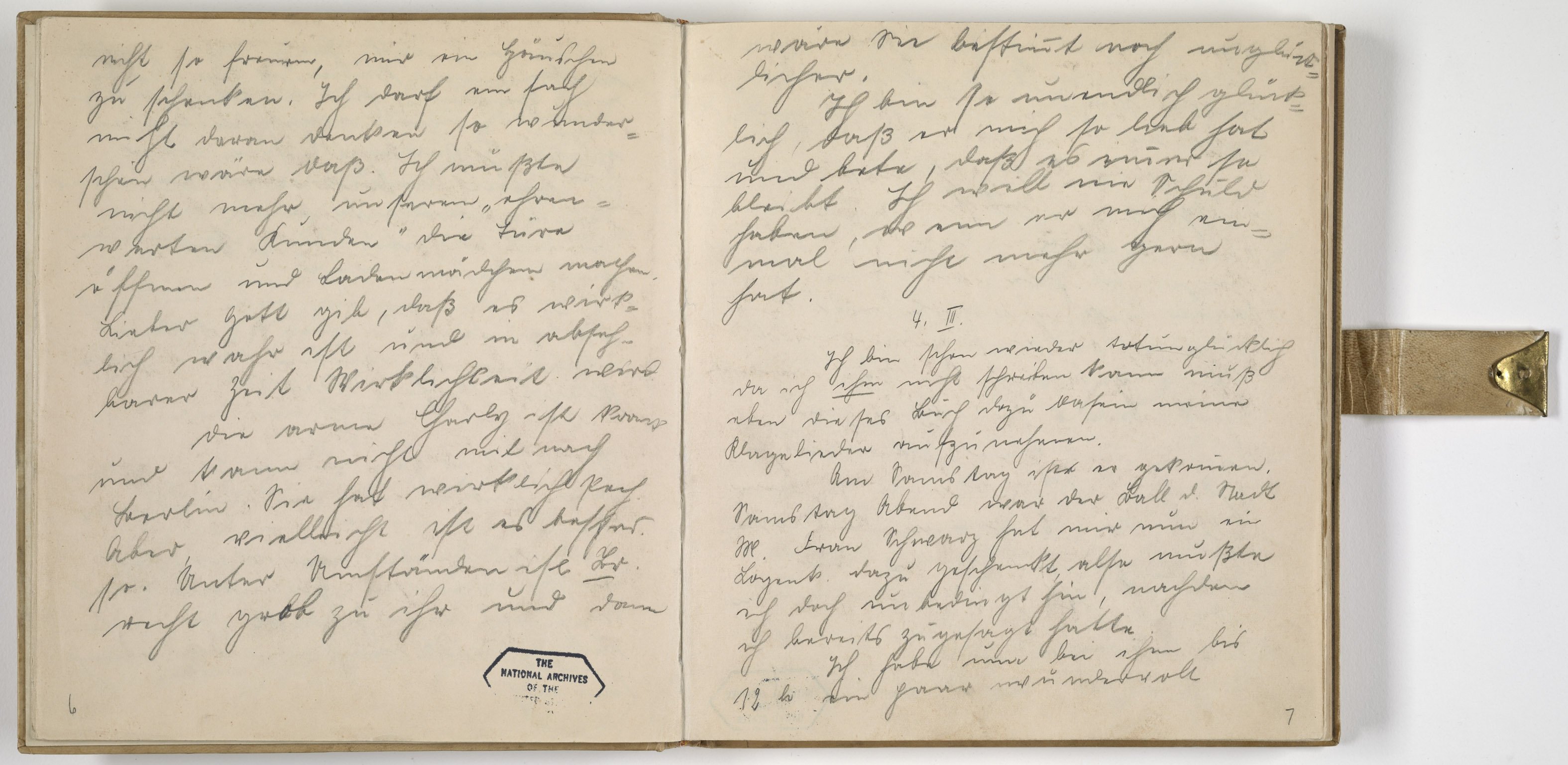
1935年3月4日付

## トレンカーによって「発見」された「日記」

### 「日記」の発見

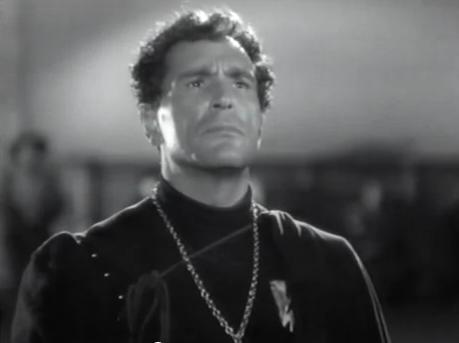
ルイス・トレンカー（1937年）

戦後まもない1945年11月、上記のものとは異なる「エヴァの日記」とされるタイプ打ちの文書が発見された。
この日記を入手したと証言したのは、山岳映画の俳優で、監督でもあったルイス・トレンカーであった。トレンカーは1944年の冬にキッツビューエルを訪れていたエヴァ自身から日記を受け取ったとしている。トレンカーは日記を公開する前に公証人に中身を確認させて本物かどうかの確認を求め、公証人からは包み紙にエヴァのイニシャルであるEBが記されていることを根拠とした、日記が本物であることを証明する確認証を受け取ったとしている。
このタイプ打ち日記によると、エヴァは1942年の春に妊娠が判明し、夏にはヘルタ・リントという偽名を使って滞在したドレスデンで男児を出産したという。また、日記にはエヴァが出産した男児について、これまで実子がいないとされてきたヒトラーの子供であることをうかがわせる記述があるほか、「エヴァがシャモア革の下着をつけるよう、ヒトラーに強要されていた」「映画監督のレニ・リーフェンシュタールがヒトラーの前で裸で踊った」「ヒトラーは週に一度、温めたオリーブオイルの風呂に入った」などの記述がある。

### 偽造認定
1948年9月3日、オリンピア出版が発行するタブロイド紙『Wochenend』はエヴァの日記の連載をスタートし、多くのドイツ人に読まれることとなった。しかしエヴァの家族であるブラウン家の反応は完全に否定的であった。エヴァの母・フランツィスカらはこのタイプ打ち日記は偽物であると確信しており、「ヒトラーの前で裸踊りをした」と「日記」に書かれたリーフェンシュタールとともに訴えを起こした。
また、ヒトラーの周辺に仕えていた人物も証言を行い、1942年から総統秘書を務めていたトラウデル・ユンゲはエヴァが日記をつけていたかどうかは覚えていないと証言する一方、エヴァはシャモア革の下着などつけておらず、通常のものであったとし、ヒトラーの専用車運転手だったエーリヒ・ケンプカはヒトラーはドライブのたびに熱い風呂に入るのが習慣であったと証言している。またエヴァが南チロルのホテルに行ったのは1942年が最後であり、トレンカーに対しても嫌な人間であるという印象しか持たなかったという。9月10日、バイエルン州の裁判所は「日記は偽物である」として公開の仮差止命令を下した。オリンピア出版が発行を継続するためには、著者がエヴァではないと言明する必要があるとされ、ドイツ国内における流通は行われなくなった。
エヴァの評伝である『エヴァ・ブラウン ヒトラーの愛人』の著者であるネリン・E.グーンはこのタイプ打ち日記を「ずうずうしいいかさま」とし、こう述べている。

### 「日記」の執筆者
1948年10月の段階でヒトラーの生活に関する部分はマリー・ルイーズ・フォン・ラリッシュ＝ヴァレルゼー伯爵夫人の著作を下書きにしたとフランケンポストに指摘されているが、誰が製作したかについては現在も不明である。母フランツィスカをはじめとする人々は、トレンカーによる偽作ではないかと推定している。
トレンカー自身は自分が執筆したわけではないと述べ、「日記」公表に参加したのも「ただの冗談だった」とヴェルナー・マーザーとのインタビューで答えている。マーザーはトレンカー自身が製作したものではないと見ている。

### 現在の「日記」出版
しかし以降もイギリスやフランスなどで、真実の「エヴァの日記」として販売が続けられている。アラン・バートレットが2000年に出版した『エヴァ・ブラウンの日記（The Diary of Eva Braun）』の日本語訳者である深井照一は、トレンカーとロンドンを拠点とする出版業者、そして「マッド・アイリッシュ」と呼ばれていた古参のイギリス諜報部員が、「日記の中身について、登場してくる事件やエヴァのナチ指導者に対する考えなどから判断し、整合性がある、と認めている。」と記述している。

## 関連作品
- ルイス・トレンカー 真実の細い稜線（ドイツ語版）	- 2015年、ヴォルフガング・ミュンベルガー（英語版）監督